# Hot RingMasters
La Hot RingMasters (nota anche come Hot Ringtones) è una particolare classifica di vendite musicali statunitense stilata da Billboard, basta esclusivamente sulle suonerie. È stata pubblicata per la prima volta il 9 dicembre 2006.